# Большевик (завод, Новосибирск)
«Большевик» — деревообрабатывающий завод, основанный в 1921 году. Расположен в Центральном районе Новосибирска.

## История
Завод был основан в 1921 году на базе частного лесопильного предприятия.
В 2008 году на предприятии произошёл пожар площадью 3600 м².

## Покушение на генерального директора
В ноябре 2000 года на гендиретора завода Виктора Мюльбаера было совершено покушение. В тот момент, когда руководитель отправлялся на работу, у дверей своей квартиры он увидел человека, вооружённого пистолетом с глушителем. Гендиректору удалось выбить оружие из его рук, после чего преступник начал убегать. Мюльбаер, подобрав пистолет киллера, побежал за ним и выстрелил ему вслед, но промахнулся.

## Продукция
Дверные, оконные и балконные двери, наружная обшивка, плинтусы, бани, дачные блоки и т. д.

## Финансовые показатели
В I квартале 2004 года выручка завода достигла 53,6 млн ₽, чистая прибыль — 927 тыс. ₽.

## Руководители
- Я. П. Трубо (1931—1939)
- Н. А. Шатунов (1939—1941)
- Т. Э. Перепелицын (1941—1942)
- А. А. Часницкий (1942—1951)
- В. Г. Кучерявый (1951—1968)
- Ю. Д. Аникин (1968—1973)
- Н. Ф. Колмаков (1973—1976)
- В. Н. Сотников (1976—1979)
- А. В. Шаврин (1979—1981)
- Н. П. Кулиш (1981—1986)
- Ю. И. Комков (1986—1987)
- В. И. Пастухов (1987—1990)
- В. А. Мюльбаер (1990—12 мая 2007)[1]